# John MacLeod (muzikant)
John MacLeod is een in Canada geboren Britse muzikant en songwriter.

## Carrière
MacLeod verhuisde in 1940 naar het Verenigd Koninkrijk en woonde in de omgeving van Halifax met zijn echtgenote, voordat hij verhuisde naar Brighton. Tijdens de jaren 1950 waren hij en zijn broer Norman (bariton) lid van de zanggroep The Maple Leaf Four, met Alan Harvey (tenor) en Joe Melia (2e tenor). De groep trad regelmatig op bij de Britse televisie. Ze brachten de twee albums Home on the Range en Old Familiair Favourites uit.
Begin jaren 1960 schreef MacLeod reclamejingles. Tijdens de jaren 1960 en begin 1970 schreef hij songs met Tony Macaulay. Hij had belangrijke successen met The Foundations met Baby Now That I've Found You, dat zich in november 1967 plaatste in de singlehitlijst. Dit werd gevolgd door Let the Heartaches begin van Long John Baldry, Something Here in My Heart (Keeps A Tellin' Me No) van The Paper Dolls en That Same Old Feeling van Pickettywitch.
Tijdens de vroege jaren 1970 presenteerde MacLeod een reeks instrumentale easy listening-albums met coverversies van tophits bij Pye Records. In 1975 werkte hij weer met zijn broer Norman en zijn zwager, de acteur Bill Pertwee, aan de muziek voor de show Dad's Army en produceerde hij de single Get Out And Get Under The Moon en schreef hij het B-kant-nummer Hooligans!.

## Discografie

### Hits van MacLeod
- 1967: Baby Now That I've Found You - The Foundations
- 1967: Let The Heartaches Begin - Long John Baldry
- 1968: Back on My Feet Again - The Foundations
- 1968: Something Here in My Heart (Keeps A Tellin' Me No) - Paper Dolls
- 1968: Any Old Time (You're Lonely and Sad) - The Foundations
- 1968: Mexico - Long John Baldry
- 1969: In the Bad Bad Old Days (Before You Loved Me) - The Foundations
- 1969: Baby Take Me in Your Arms - Jefferson
- 1969: Heaven Knows I'm Missing Him Now - Sandie Shaw
- 1969: My Little Chickadee - The Foundations
- 1970: That Same Old Feeling - Pickettywitch
- 1970: (It's Like A) Sad Old Kinda Movie - Pickettywitch

### Albums
- 1970: John Macleod Presents Hits Philharmonic – The London Pops Orchestra (Pye Records)
- 1970: John Macleod Presents Hits Philharmonic Vol.2 – The London Pops Orchestra (Pye Records)
- 1971: John Macleod Presents Hits Philharmonic Vol.3 – The London Pops Orchestra (Pye Records)
- 1971: John Macleod Presents A String Bag of Bones (Pye Records)